# Behind City Lights
Behind City Lights est un film américain réalisé par John English et sorti en 1945.

## Fiche technique
- Titre : Behind City Lights
- Titre de travail : Return at Dawn[1]
- Réalisation : John English
- Scénario : Richard Weil, Gertrude Walker
- Photographie : William Bradford
- Montage : Fred Allen
- Musique : Joseph Dubin
- Producteurs: Lindsley Parsons, Trem Carr
- Producteur associé : Joseph Bercholz[2].
- Production : Republic Pictures
- Durée : 68 minutes
- Date de sortie : 
  - États-Unis : 10 septembre 1945

## Distribution
- Lynne Roberts : Jean Lowell
- Peter Cookson : Lance Marlow
- Jerome Cowan : Perry Borden
- Esther Dale : Sarah Lowell
- William Terry : Ben Coleman
- Victor Kilian : Daniel Lowell
- Moroni Olsen : Curtis Holbrook
- William Forrest : Detective Peterson
- Emmett Vogan : Jones
- Joseph J. Greene : Gabriel 'Gab' Carson
- Frank J. Scannell : Charles Matthews
- Tom London : Andrew Coleman
- George M. Carleton : Doctor Blodgett
- Bud Geary : Fred Haskins